# Leka (Norvegia)
Leka este un oraș și comună din provincia Nord-Trøndelag, Norvegia.